# 173-as busz (Budapest, 2008–2013)
A budapesti 173-as jelzésű autóbusz Újpalota, Nyírpalota út és a Bornemissza tér között közlekedett. A vonalat a Budapesti Közlekedési Zrt. üzemeltette.

## Története
A 2008-as paraméterkönyv bevezetésével augusztus 21-étől a 73-as busz jelzése 173-as lett, a 173-as jelzését 173E-re módosították.
A 7-es autóbuszcsalád 2005. december 3. és 2013. május 31. között:
- A 7-es busz: Albertfalva vasútállomás – Bornemissza tér – Kelenföld, városközpont – Bosnyák tér
- A 7E busz (2008. augusztus 21. előtt 7-es busz): Kelenföld vasútállomás – Kelenföld, városközpont – Bosnyák tér
- A 173-as busz (2008. augusztus 21. előtt 73-as busz): Bornemissza tér – Kelenföld, városközpont – Bosnyák tér – Újpalota, Nyírpalota út
- A 173E busz (2008. augusztus 21. előtt 173-as busz): Kelenföld vasútállomás – Kelenföld, városközpont – Bosnyák tér – Újpalota, Nyírpalota út

2013-ban a 7-es buszcsaládot átszervezték, a megrövidített 173-ast átnevezték 7A-ra, a 173E szerepét pedig a 7E és a 107E vette át.
7-es busz: Albertfalva vasútállomás – Bornemissza tér – Kelenföld, városközpont – Bosnyák tér – Újpalota, Nyírpalota út
7A busz: Bornemissza tér – Kelenföld, városközpont – Bosnyák tér
7E busz: Kelenföld vasútállomás – Kelenföld, városközpont – Bosnyák tér – Újpalota, Nyírpalota út
107E busz: Kelenföld vasútállomás – Kelenföld, városközpont – Bosnyák tér – Újpalota, Nyírpalota út
2015. augusztus 31-én a Budaörs és Törökbálint autóbusz-hálózata átszerveződött, Kelenföld vasútállomás és Törökbálint között 173-as jelzéssel új járat indult, mely Törökbálinton a 172-es busszal ellenkező irányban közlekedik.

## Útvonala
| Bornemissza tér felé | Újpalota, Nyírpalota út felé |
| --- | --- |
| Újpalota, Nyírpalota út vá. – Nyírpalota út – Drégelyvár utca – felüljáró – Csömöri út – Bosnyák tér – Thököly út – Baross tér – Rákóczi út – Kossuth Lajos utca – Ferenciek tere – Szabad sajtó út – Erzsébet híd – Szent Gellért rakpart – Szent Gellért tér – Bartók Béla út – Tétényi út – Bornemissza tér vá. | Bornemissza tér vá. – Tétényi út – Bartók Béla út – Szent Gellért tér – Szent Gellért rakpart – Erzsébet híd – Szabad sajtó út – Ferenciek tere – Kossuth Lajos utca – Rákóczi út – Baross tér – Thököly út – Bosnyák tér – Csömöri út – felüljáró – Drégelyvár utca – Nyírpalota út – Újpalota, Nyírpalota út vá. |

## Megállóhelyei
| 0  | Újpalota, Nyírpalota út végállomás        | 47 | 46, 130, 146, 173E                                                                                                 |
| 1  | Vásárcsarnok                              | 45 | 46, 96, 130, 146, 173E, 196, 196A, 224, 296 69                                                                     |
| 3  | Fő tér                                    | 44 | 46, 96, 130, 146, 173E, 196, 196A, 224, 296 69                                                                     |
| 4  | Madách utca                               | 43 | 224 |
| 5  | Apolló utca                               | 42 | 224, 231, 277 |
| 6  | Molnár Viktor utca                        | 41 | 173E, 277 |
| 8  | Cinkotai út                               | 40 | 277 |
| 9  | Miskolci utca                             | 39 | 277 |
| 10 | Rákospatak utca                           | 38 | 277 |
| 11 | Bosnyák tér                               | 36 | 7, 7E, 32, 124, 125, 173E, 277 3, 62, 62A                                                                          |
| 13 | Róna utca                                 | 34 | 7, 7E 82 |
| 14 | Amerikai út                               | 33 | 7 |
| 15 | Zugló vasútállomás                        | 32 | 5, 7, 7E, 173E 1, 1A 72 Budapest-Zugló                                                                             |
| 17 | Stefánia út                               | 30 | 5, 7 72, 75 |
| 18 | Cházár András utca                        | 28 | 5, 7 |
| 19 | Dózsa György út                           | 27 | 5, 7, 30, 30A, 230                                                                                                 |
| 22 | Keleti pályaudvar M                       | 25 | 5, 7, 7E, 20E, 30, 30A, 173E, 178, 230 24 73, 76, 78, 79, 80, 80A Budapest-Keleti                                  |
| 23 | Huszár utca (↓) Berzsenyi utca (↑)        | 23 | 5, 7, 178 |
| 25 | Blaha Lujza tér M                         | 21 | 5, 7, 7E, 99, 173E, 178, 217E 4, 6, 28, 28A, 37, 37A, 62 74                                                        |
| 27 | Uránia                                    | 19 | 5, 7, 8, 112, 178, 233E, 239 74                                                                                    |
| 29 | Astoria M                                 | 18 | 5, 7, 8, 9, 112, 178, 233E, 239 47, 49 74                                                                          |
| 31 | Ferenciek tere M                          | 16 | 5, 7, 7E, 8, 15, 112, 173E, 178, 233E, 239 2                                                                       |
| 33 | Rudas gyógyfürdő                          | 14 | 7, 8, 86, 112 |
| 35 | Szent Gellért tér                         | 12 | 7, 86, 233E 18, 19, 41, 47, 49                                                                                     |
| 37 | Móricz Zsigmond körtér                    | 10 | 7, 7E, 27, 33, 33E, 40, 40E, 153, 173E, 188E, 240, 240E 6, 18, 19, 41, 47, 49, 61                                  |
| 39 | Kosztolányi Dezső tér                     | 8  | 7, 7E, 40E, 53, 86, 87, 87A, 114, 150, 150E, 153, 172E, 173E, 187, 188E, 212, 213, 214, 240, 240E, 250, 272 19, 49 |
| 41 | Tétényi út (↓) Hamzsabégi út (↑)          | 6  | 7, 87, 87A, 114, 153, 187, 213, 214, 272 19, 49                                                                    |
| 42 | Szent Imre Kórház                         | 4  | 7, 7E, 114, 173E, 213, 214                                                                                         |
| 43 | Tétényi út 39. (↓) Tétényi út 30. (↑)     | 3  | 7, 114, 213, 214                                                                                                   |
| 45 | Kelenföld, városközpont                   | 2  | 7, 7E, 103, 114, 173E, 213, 214                                                                                    |
| 46 | Puskás Tivadar utca (↓) Bikszádi utca (↑) | 1  | 7 |
| 47 | Bornemissza tér végállomás                | 0  | 7 |

## Képgaléria

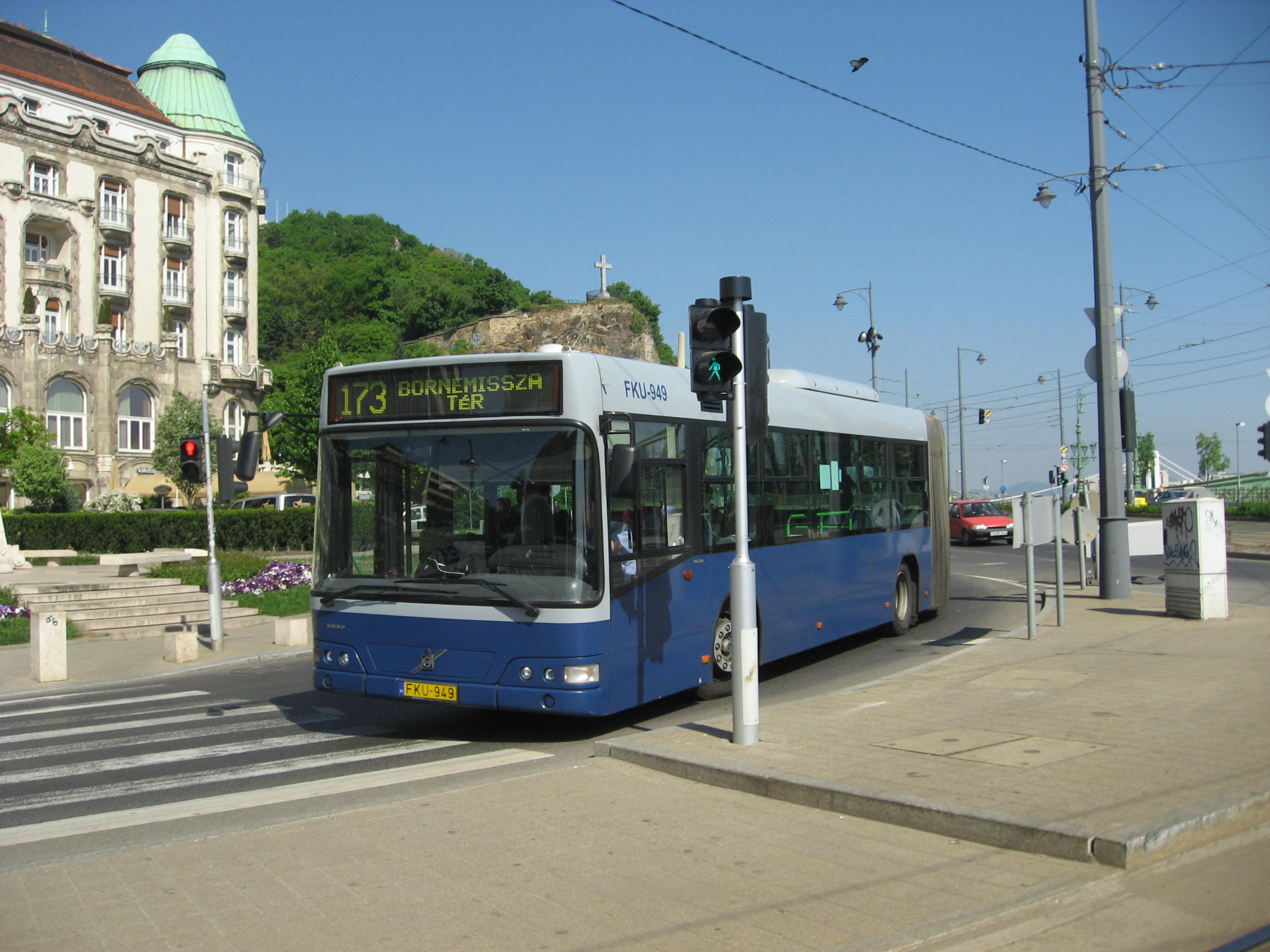
A Szent Gellért téren
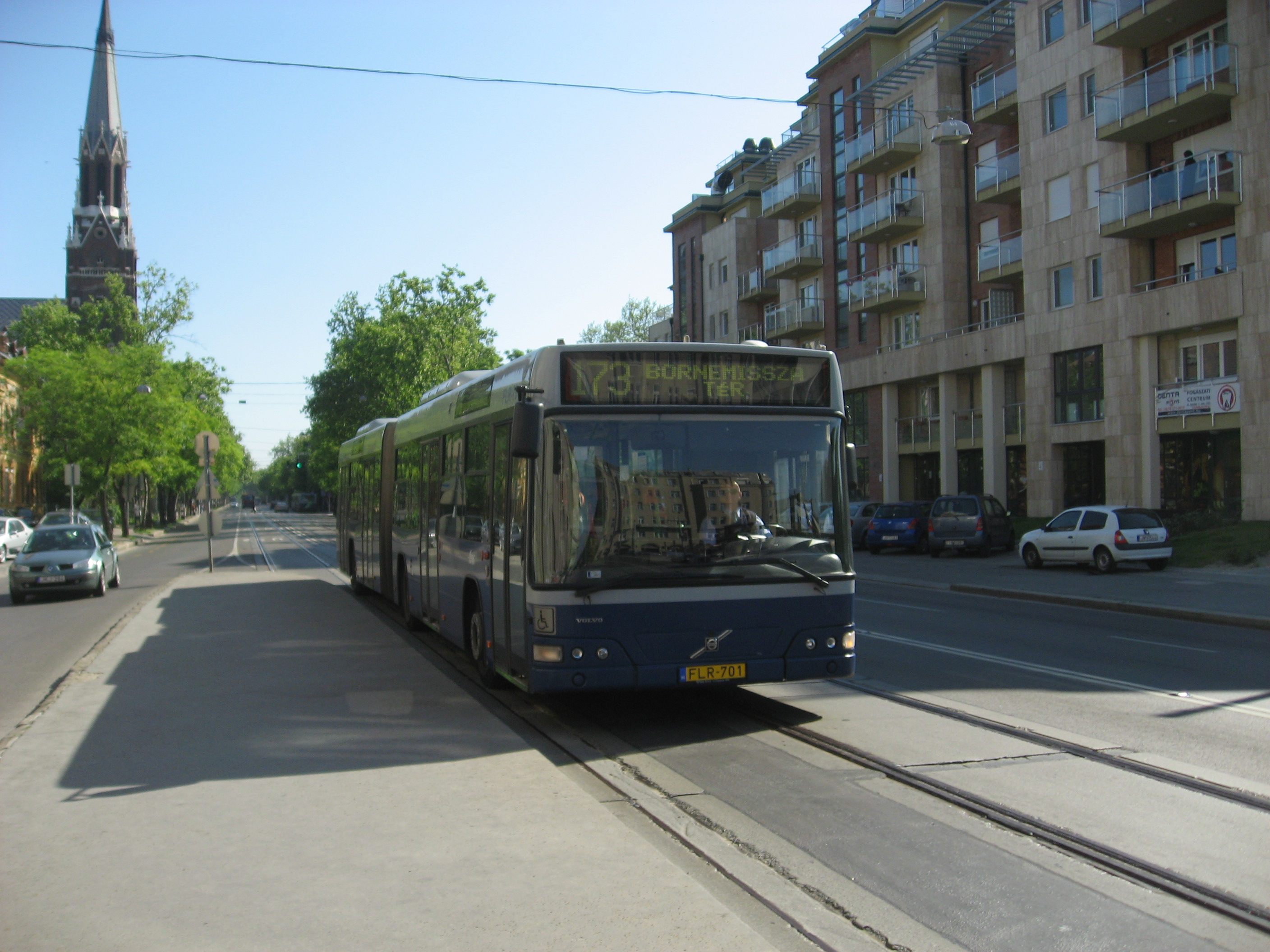
A Thököly úton
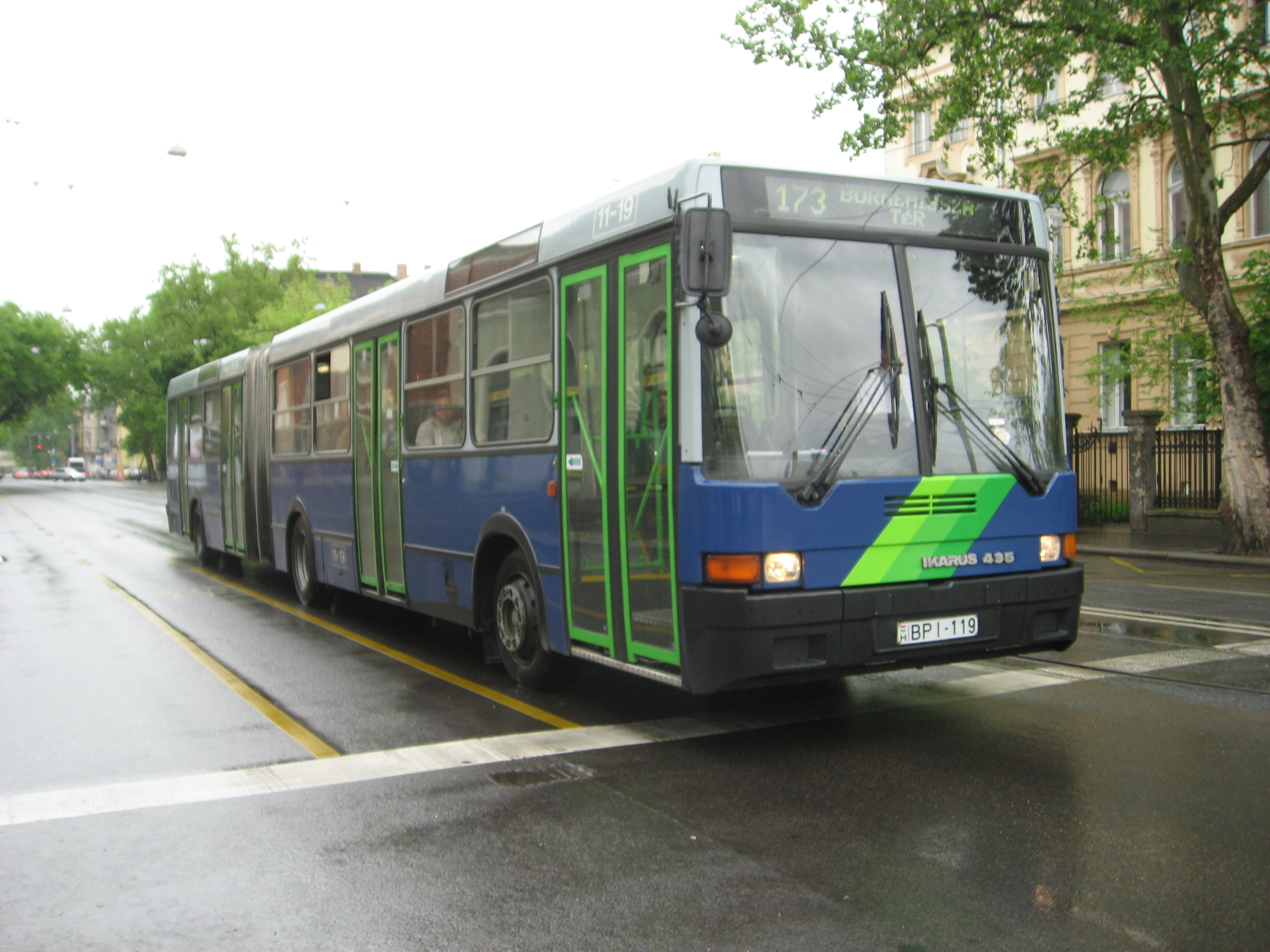
Ikarus 435
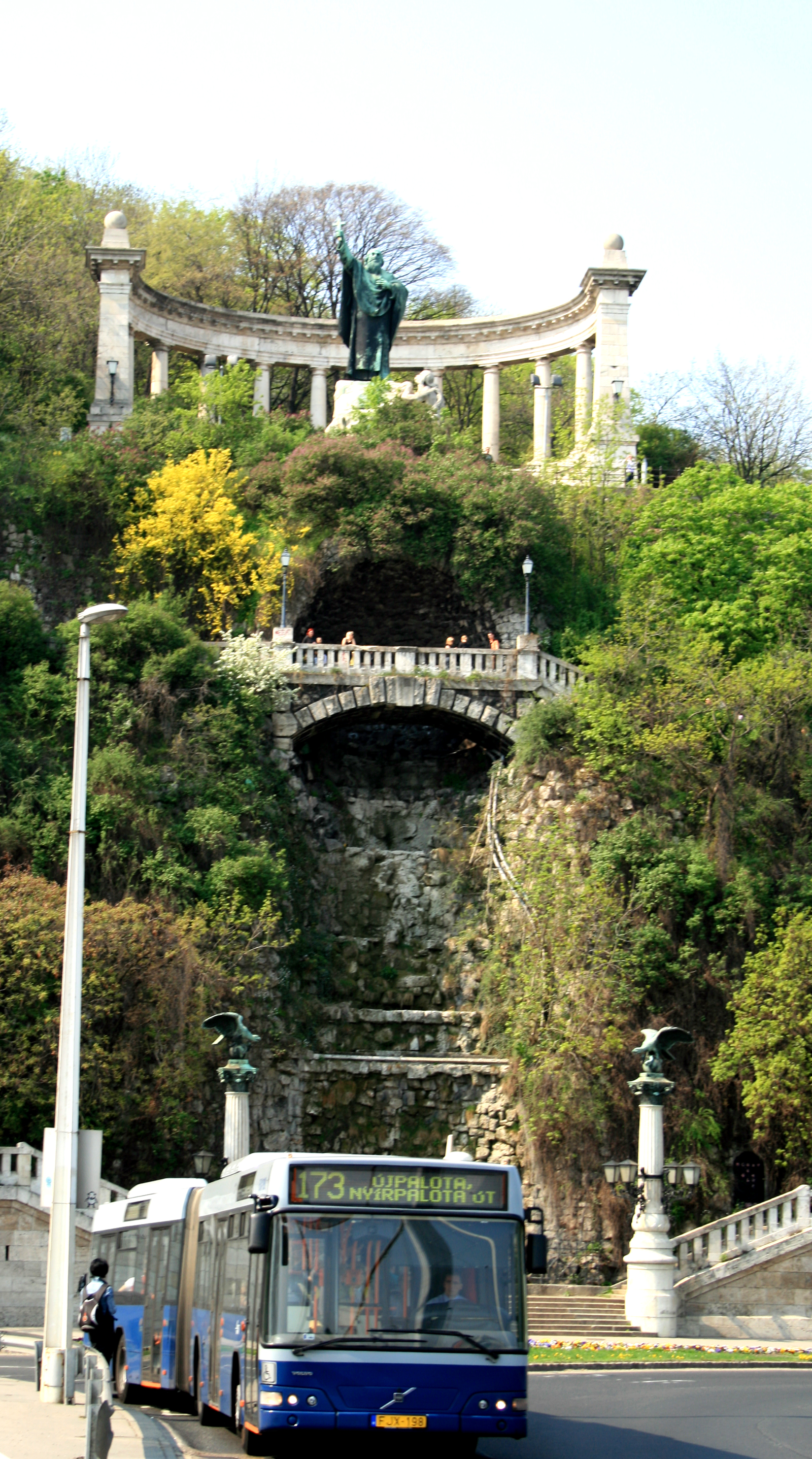
Az Erzsébet híd, budai hídfőnél
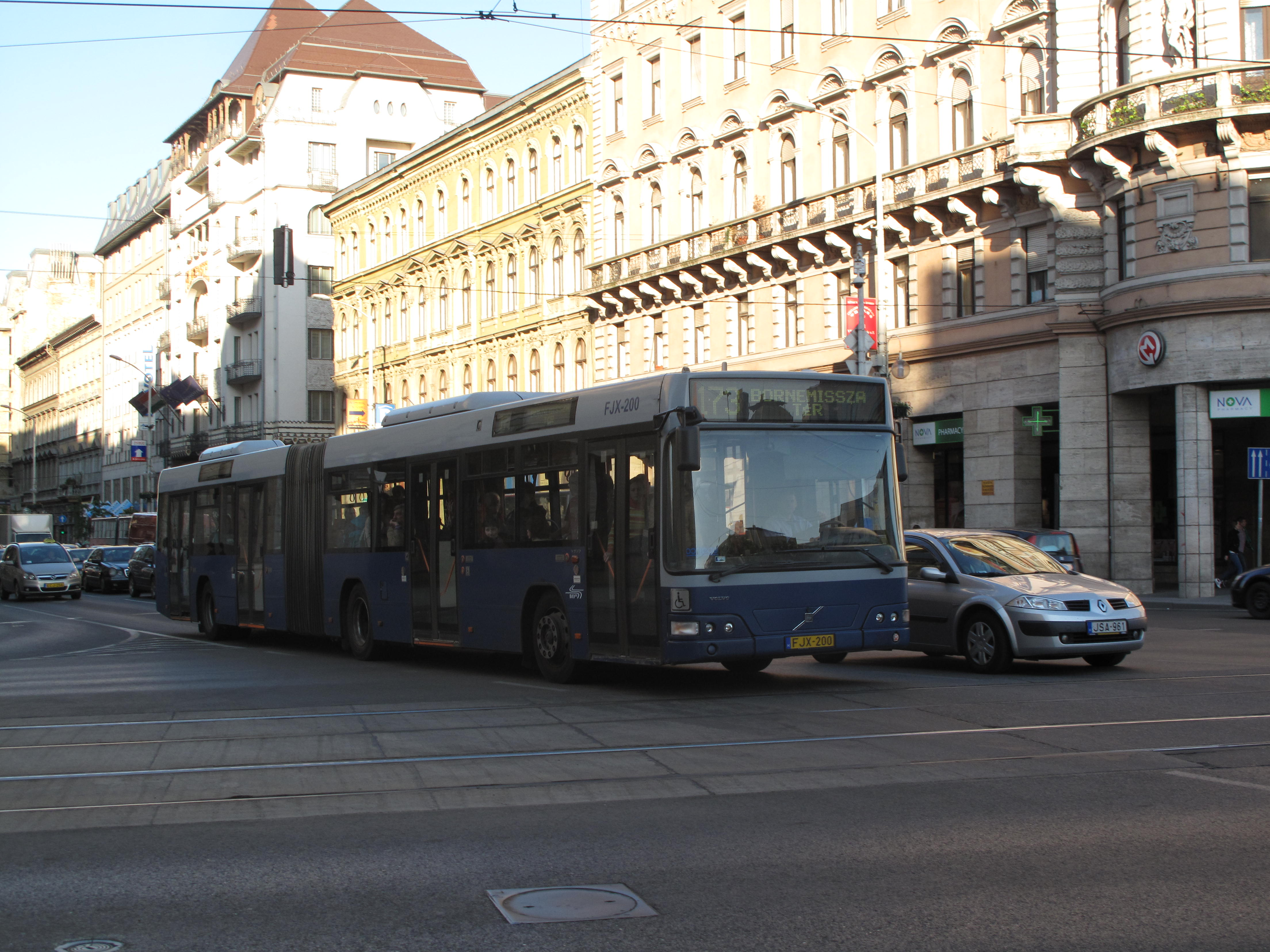
A Blaha Lujza téren